# Satet

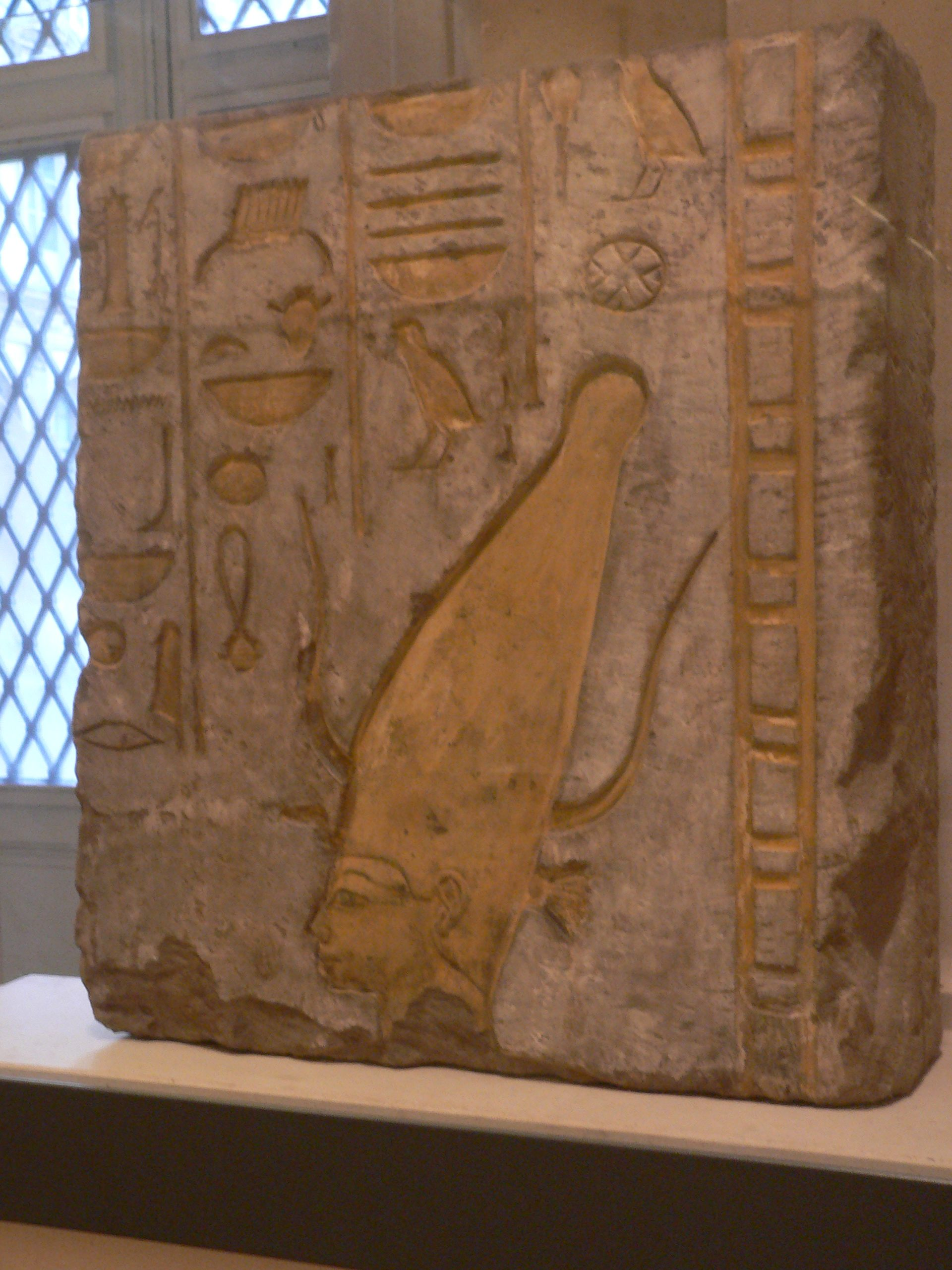
Satet, en un relieve de la XVIII dinastía, Museo del Louvre.

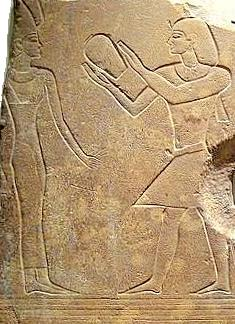
Satet adorada por el faraón Sebekhotep III; lleva la Corona Blanca, Hedyet, adornada con cuernos de antílope.
Museo de Brooklyn.

En la mitología egipcia, Satet (también llamada Satyt y Setet; nombre en griego: Satis; deidad griega: Hera), "La que vuela como una flecha", era una diosa de la guerra, asociada a la inundación, la fertilidad y el amor. Era la personificación de las inundaciones del río Nilo, y su culto se originó en la antigua ciudad de Siena, Asuán, en el extremo sur de Egipto. Su nombre significa la que dispara continuamente, refiriéndose a la inundación anual del río. 

## Mitología
Fue una de las primeras deidades de la guerra, la caza y la fecundidad, y se la consideró como la madre del río Nilo, Anuket, y protectora del sur de Egipto. Uno de sus títulos, "la que vuela como una flecha", se cree que se refieren a la corriente del río.
Otras interpretaciones aseguran que la función primordial es la de diosa de la guerra, tutora de la frontera sur de Egipto (Nubia), que mataba a los enemigos del faraón con sus flechas. 
Era la esposa de Jnum, el dios guardián del Nilo, y madre (o hermana) de Anuket, diosa del Nilo. Pertenecía a la tríada de Elefantina (primer nomo de Egipto) con Jnum y Anuket, y a la tríada de Esna con Jnum y Neit. El centro de su culto estaba en Sehel, otra isla del Nilo. 

## Iconografía
Satet era representada como una mujer con la Corona Blanca del Alto Egipto, el Hedyet, adornada con cuernos de gacela o antílope, y también como un antílope, una criatura de movimiento rápido que vive cerca de las riberas del río, en la parte meridional del Antiguo Egipto. Era representada con arco y flechas. Normalmente lleva un anj, debido a su asociación con la vida, que daban las inundaciones del Nilo. Por consiguiente, Satet actuó como una diosa de la fertilidad, y concedía los deseos de aquellos que buscaban el amor. También se la describe ofreciendo los jarros de purificar el agua.
Otras ilustraciones menos comunes la muestran con la Corona Roja del Bajo Egipto o con una larga peluca.

## Historia
El nombre de Satet aparece mencionado por primera vez en jarros de cerámica de la tercera dinastía encontrados en Saqqara, en la Pirámide escalonada de Zoser. También se han encontrado otros textos de la sexta dinastía.

## Sincretismo
Fue identificada con las diosas Isis-Hator, Amonet, Manat y Renpet.

## Epítetos
Llevaba los títulos de "la que vuela como una flecha", "espíritu de la región inferior", "la que dispara continuamente", "agua fresca que proviene de Elefantina".

## Culto
Fue adorada en la isla de Sehel, cerca de Asuán.
En la Isla Elefantina se encuentra el Templo de Satet, construido por Hatshepsut.
| s | V13 | i | S22 · t | B1 | \| \| |
|   |     |   |         |    |       |

|  |

| s | V13 | i | S22 · t | B1 | \| \| |
|   |     |   |         |    |       |

|  |

| s | F29 | i | i | t | B1 | \| \| |
|   |     |   |   |   |    |       |

|  |

| s | F29 | i | i | t | B1 | \| \| |
|   |     |   |   |   |    |       |

|  |

| s | F29 | t · t | B1 |

| s | F29 | t · t | B1 |